# 清溪杨
清溪杨（学名：Populus rotundifolia var. duclouxiana）为杨柳科杨属下的一个变种。

## 扩展阅读
- 維基物種上的相關：清溪杨